# Jewelpet
Jewelpet (ジュエルペット?, Juerupetto, lett. "Animale domestico-gioiello") è un franchise anime di genere mahō shōjo prodotto da Studio Comet a partire dal 2009, basato sugli omonimi giocattoli prodotti da Sanrio e SEGA Toys. Formata finora da sette serie, ognuno di 52 episodi, in Giappone la saga ha sostituito quella di My Melody - Sogni di magia: la prima serie, intitolata semplicemente Jewelpet, è stata trasmessa dal 5 aprile 2009 al 28 marzo 2010; la seconda, intitolata Jewelpet Twinkle☆ (ジュエルペット てぃんくる☆?, Juerupetto Tinkuru☆, lett. "Jewelpet - Luccichio☆"), è stata trasmessa dal 3 aprile 2010 al 2 aprile 2011; la terza, intitolata Jewelpet Sunshine (ジュエルペット サンシャイン?, Juerupetto Sanshain, lett. "Jewelpet - Splendore del sole"), è andata in onda dal 9 aprile 2011 al 31 marzo 2012 e, a differenza delle altre, è costituita di 52 puntate divise ciascuna in due brevi episodi di circa 10 minuti l'uno, tranne per alcune che non sono divise; la quarta, intitolata Jewelpet Kira☆Deco! (ジュエルペット きら☆デコッ！?, Juerupetto Kira☆Dekoh!), è stata trasmessa dal 7 aprile 2012 al 30 marzo 2013; la quinta serie, intitola Jewelpet Happiness (ジュエルペット ハッピネス?, Juerupetto Happinesu, lett. "Jewelpet - Felicità") è stata trasmessa dal 6 aprile 2013 al 29 marzo 2014; la sesta serie, intitolata Lady Jewelpet (レディ ジュエルペット?, Redi Juerupetto), è iniziata il 5 aprile 2014. La settima serie Jewelpet: Magical Change (ジュエルペット マジカルチェンジ?, Juerupetto Majikaru Chenji) è iniziata il 4 aprile 2015 in Giappone. La prima serie è stata trasmessa la domenica alle 9:30 su TV Osaka e TV Tokyo, la seconda e la terza il sabato alla stessa ora su TV Tokyo e in seguito su TV Osaka e altre reti, la quarta e la quinta e la sesta serie il sabato alle 7:00 su TV Osaka e alle 9:30 su TV Tokyo.
Un film d'animazione intitolato Eiga Jewelpet - Sweets Dance Princess (映画ジュエルペット スウィーツダンスプリンセス?, Eiga Juerupetto - Sūwītsu Dansu Purinsesu, lett. "Jewelpet - Il film - La dolce danza della principessa") è uscito l'11 agosto 2012.
In Italia è stata trasmessa soltanto la prima serie: i primi due episodi sono andati in onda su Italia 1 il 12 e il 13 febbraio 2011, mentre dal 15 febbraio la serie è continuata in prima visione sul canale Hiro, dove si è conclusa il 5 aprile 2011. La trasmissione è continuata anche in chiaro su Italia 1, ma a ritmo più lento (il sabato e la domenica mattina, mentre su Hiro veniva proposto tutti i giorni). Dopo l'episodio 24, trasmesso sabato 7 maggio 2011, la trasmissione su Italia 1 è continuata dal lunedì al venerdì alle 7:55 fino all'episodio 39, mandato in onda il 27 maggio, per poi interrompersi. La serie è andata in replica da martedì 26 luglio 2011 su Boing nel pomeriggio, tuttavia è stata interrotta il 30 settembre 2011 a soli tre episodi dal termine, ma due settimane dopo, il 17 ottobre, è ripartita dall'inizio, e la trasmissione è stata completata il 30 dicembre 2011.

## Storia
Il franchise Jewelpet ha debuttato il 15 gennaio 2008 come il primo progetto in collaborazione tra Sanrio e SEGA. Il franchise originariamente è iniziato con 33 personaggi e ognuno di loro ha avuto le migliori vendite durante l'estate di quell'anno con ciascuno dei giocattoli che hanno capacità di connettersi a internet utilizzando codici particolari. Nel 2009 è stata trasmessa la prima serie anime. La serie ha guadagnato una grande popolarità e dalla seconda serie in poi Jewelpet ha avuto un successo tale da non limitarsi esclusivamente a una demografia di bambini, ma ha attirato l'attenzione anche di adolescenti e adulti (sia maschi che femmine).
Nel febbraio del 2010 seicento tipi di merchandise della serie sono stati tutti realizzati con oltre venticinque aziende autorizzate per la sua espansione all'estero e domestico. In data 11 marzo 2010 la 34ª Jewelpet, Labra, ha ufficialmente debuttato come nuovo personaggio della serie. I personaggi hanno fatto il loro debutto ufficiale come personaggi a Sanrio Puroland in Giappone con i loro primi due musical: Throbbing Jewelpet! Magical☆March (ジュエルペットのどきどき!マジカル☆マーチ?, Juerupetto no dokidoki! Majikaru ☆ māchi) e Jewelpet and Cinnamon's Future Revolution! (ジュエルペットとシナモンのみらいレボリューション!?, Juerupetto to shinamon nomi rai reboryūshon!). Inoltre, i visitatori sono aumentati del 17% durante il quarto trimestre del 2010.
Nel dicembre del 2010 tre nuovi Jewelpet hanno ufficialmente debuttato nella serie: Angela, Charlotte e Jasper. Charlotte e Jasper erano entrambi vincitori di un "Jewelpet Design Contest" che si è tenuto durante la messa in onda della seconda serie. Nel 2011 il sito "Webgurumi" è stato chiuso ed è stato sostituito da un nuovo sito web: Jewel Land Online. Nel dicembre dello stesso anno, Il personaggio Sakuran ha fatto il suo debutto ufficiale nella serie al fianco di 11 nuovi personaggi nella nuova linea d'azione della serie chiamata Sweetspet. Sakuran stessa è anche un vincitore del nuovo "design contest" che si è tenuto durante la messa in onda di Jewelpet Sunshine.
Il 31 marzo 2012 due nuovi Jewelpet maschi hanno debuttato nella serie: Granite e Coal. Jewel Land online ha concluso il suo servizio in quella data. Nel giugno del 2012 il musical Jewelpet Kira☆Deco! Musical (ジュエルペット きら☆デコッ!ミュージカル?, Juerupetto kira ☆ deko! Myūjikaru) ha debuttato in concomitanza con la quarta serie anime. Nel mese di agosto 2012 il suo primo film ufficiale è uscito nelle sale cinematografiche giapponesi con l'introduzione del 13° Sweetspet, Gumimin.
Nel gennaio 2013, nella rivista Pucchigumi, il 40° Jewelpet, Rosa, è ufficialmente debuttato nel franchise. A marzo 2014 è stato svelato sempre nella rivista Pucchigumi il 41° Jewelpet, il cui nome è Luea. Nello stesso anno il 42° Jewelpet, "Larimar", ha debuttato nell'anime Lady Jewelpet.

## Serie e trama

### Jewelpet
La prima serie della saga. La storia si concentra su una ragazza di nome Rinko Kōgyoku e le sue amiche, con i tre jewelpet Ruby, Garnet e Sapphie. La serie è ambientata in una città giapponese immaginaria: Takaragaseki, ispirata a Tokyo e Osaka, il suo tema principale è l'amore e l'amicizia.
A fine episodio, dopo la sigla finale, sia originale che italiana, Ruby, travestita da "professor Ruby", spiega in modo dettagliato gli abitanti che popolano Jewelland. Così facendo descrive il Jewelpet protagonista in ogni puntata.
A Jewelland Lady Raku Majo sta trasformando i jewelpet in Jewelcharm per farli risposare nella Dream Forest, ma uno, Ruby, non si presenta perché vuole giocare. Quando torna trova il villaggio deserto così decide di chiedere spiegazioni a Raku Majo. Raku Majo le spiega che tutti i jewelpet sono stati trasformati in Jewelcharm per andare a riposare nella Dream Forest e che sono stati affidati a un pellicano che però per colpa di una raffica di vento li ha inavvertitamente fatti precipitare sulla Terra e che per punizione (visto che non si è presentata per farsi trasformare) dovrà essere lei, Ruby, a trovare i jewelpet sulla Terra e risvegliarli. Arrivata sulla Terra, sotto forma di Jewelcharm, cade proprio nel bicchiere dove una ragazza poco coraggiosa di nome Rinko sta bevendo, il giorno dopo Rinko e la sua amica Minami incontrano Keigo Tatewaki, il segretario del primo ministro che gli spiega che quello non è un semplice Rubino, ma il jewelcharm di un jewelpet, poi spiega che cosa sono i jewelpet. A Rinko viene mostrata una formula magica che serve ad aprire i jewelcharm e decide di provarla. Scoprendo che Ruby è il jewelpet del coraggio, le chiede se la aiuta a trovare il coraggio in sé stessa, all'inizio però Ruby rifiuta, ma poi chiede se in cambio lei la aiuterà a trovare i jewelpet dispersi sulla Terra e risvegliarli, Rinko accetta, così Ruby diventa la sua partner e diventano amiche. Così Rinko, Ruby, Sapphie, Garnet, Minami e la loro nuova amica Aoi dovranno cercare i jewelpet. Nel frattempo, un nemico si nasconde con obiettivi malvagi: una jewelpet malvagia di nome Diana, il suo scopo è aumentare il suo potere magico per liberare suo fratello Dian, un gatto grigio che odia gli esseri umani e vuole annientarli che è stato rinchiuso nel ghiaccio dalle quattro streghe di Jewelland. Diana aumenta il suo potere causando disgrazie agli umani, che faranno apparire i jewelcharm che lei lascerà vendere al Team Herb, un gruppo di tre ladri senza un soldo, in cambio della loro dipendenza.
Rinko durante la metà della serie scopre che il jeweldiary insieme al diario nero di Diana fanno apparire il jewelstick, una bacchetta magica molto potente che può essere usata solo dal primo che lo tocca, che è stata per fortuna Rinko. Con il jewelstick Rinko e Ruby possono anche aprire i jewelcharms, Ruby, Sapphie e Garnet possiedono i tre mini-jewelstick.

### Jewelpet Twinkle☆
Seconda serie della saga. La storia si concentra su Akari Sakura e la serie è ambientata tra il mondo di Jewel Land e la città natale di Akari nella Prefettura di Kanagawa. Il sogno è tema della serie, che fa riferimento al sogno di Akari di vincere il Jewel Star Grand Prix con l'aiuto di Ruby e Labra.

Nel mondo di Jewel Land i Jewelpet sono un gruppo di "animali" che hanno la naturale capacità di usare la magia e vivono felicemente con i maghi, i quali frequentano l'accademia di magia, per potere imparare a usarla. Ruby, uno dei Jewelpet, non riesce pienamente a usare i suoi poteri, ma viene comunque mandata sulla Terra per trovare il suo partner. Lì una ragazza di nome Akari Sakura la incontra sulla spiaggia. In un primo momento Akari non riesce a capirla, dato che parla la lingua che viene parlata a Jewel Land, ma Ruby, grazie a una caramella speciale, riesce a fare comprendere ad Akari quello che sta dicendo. Nel frattempo, Ruby viene a conoscenza dei problemi a scuola di Akari e cerca di tirarla un po' su. Akari comprende che Ruby l'ha scelta come partner dopo avere visto sulla propria mano il Jewel Charm e accetta. Dopodiché, decide di diventare una studentessa dell'accademia di Jewel Land e insieme a Ruby di raccogliere le dodici Jewel Stones e vincere il Jewel Star Grand Prix, dove il premio sarà un qualsiasi desiderio.

### Jewelpet Sunshine
Terza serie della saga. La storia si concentra su Kanon Mizushirō e Ruby e la serie è ambientata maggiormente nel mondo di Jewel Land, precisamente nella Sunshine Academy, dove l'obiettivo è passare dei test e fermare il temuto Dark Jewel Magic. Il successo è tema della serie, che fa riferimento a Ruby e i suoi compagni nell'intento di diplomarsi e soddisfare i propri desideri.

Jewel Land è un luogo magico dove vivono creature conosciute con il nome di Jewelpet. A Jewel Land c'è la Sunshine Academy, dove gli esseri umani e Jewelpet studiano e imparano a usare la magia. Ruby, una dei Jewelpet studia all'accademia con i suoi amici, specialmente con la sua compagna di classe e di stanza Kanon Mizushirō, come parte della Sezione Prugna (梅組?, Umegumi) Terza Classe, nota anche come il "gruppo di situazione di rischio". Nonostante la classe sia una delle più "rischiose", tutti sognano di diplomarsi all'accademia. Ruby e i suoi compagni di classe faranno di tutto pur di diplomarsi, anche affrontare un sacco di prove e situazioni esilaranti. La storia ruota attorno anche al triangolo amoroso tra Ruby, Kanon e Mikage.

Gli sviluppatori di questa serie hanno abbandonato il concetto di "Ragazza magica" che è sempre stato la caratteristica fondamentale del franchise, sostituendolo con la tipologia di "gag comiche" più simile agli anime Gintama e Cromartie High School con parodie e riferimenti alla cultura pop giapponese, ai programmi televisivi degli anni ottanta e novanta, agli anime e ai manga.
Questa serie ha ricevuto due premi nel 2011 ai Nihon Otaku Taishō ("Premi otaku giapponesi") per la sua storia unica e per i riferimenti alla cultura giapponese degli anni ottanta e novanta.

### Jewelpet Kira☆Deco!
Quarta serie della saga. La storia si concentra su Pinku Ōmiya. La serie si distacca completamente dalle tre precedenti, introducendo una squadra del tipo super sentai, chiamata KiraDeco 5. Al fianco di Pinku ci saranno altri ragazzi che, con i loro Jewelpet, si metteranno alla ricerca delle leggendarie Deco Stones per salvare il mondo dall'oscurità eterna. L'amicizia è tema della serie, che fa riferimento a Pinku e i suoi amici durante il soggiorno nel mondo di Jewel Land.

Secondo la leggenda di Jewel Land, i Jewelpet sono nati dall'amore e dall'affetto della loro regina, Jewelina. Tuttavia una strana meteora si schiantò contro la Mirror Ball, distruggendola in mille pezzi, e i suoi frammenti, chiamati Deco Stone, si sparsero in tutta Jewel Land. Ruby, una Jewelpet proprietaria del negozio KiraKira, adora ogni cosa che luccica, tanto che i suoi amici, Garnet e Sapphie, pensano sia strana. Quando lei e i suoi amici conoscono la leggenda, decidono di andare alla ricerca delle Deco Stone, finché non incontrano cinque strani individui, chiamati "KiraDeco 5". Il gruppo ha lo stesso obiettivo dei Jewelpet, e diventaranno amici con loro, specialmente con Pinku Ōmiya. I Jewelpet, insieme al gruppo "KiraDeco 5", partono alla ricerca delle Deco Stone per interrompere l'oscurità eterna e salvare la Terra.

### Jewelpet Happiness
Quinta serie della saga; la storia si concentra su Chiari Tsukikage. È ambientata a Jewel Land, dove Jewelina affida a Ruby il Jewel Box con la missione di farsi amici e raccogliere le Gemme Magiche (魔法の宝石?, Mahō no Hōseki). Ruby per fare questo ha bisogno di frequentare la Jewel Gakuen ("Accademia Jewel") e per farlo deve aprire un negozio chiamato "Jewel Cafè". Tuttavia, con i suoi amici, le cose non sono andate bene come previsto, il locale è stato abbandonato e ha bisogno di essere riparato per raggiungere questo obiettivo. Ma quando Ruby incontra tre studentesse della scuola media di nome Chiari Tsukikage, Nene Konoe e Ruruka Hanayama decide di fare amicizia con loro e accetta il loro aiuto nella gestione del Jewel Cafè. Ora lei e i suoi amici dovranno lavorare insieme per raggiungere il successo; dovranno stare insieme nella buona e nella cattiva sorte oltre che proteggere il Jewel Box per evitare che venga rubato.

### Lady Jewelpet
Momona è una ragazza normale che vuole bene a suo cugino e desidera vederlo sposarsi con la sua fidanzata, Lady Diana. Un giorno, durante il matrimonio, si materializza nel prestigioso "Jewel Palace" insieme ad altre ragazze. Incontrata un coniglio bianco di nome Ruby, un Jewelpet che ha scelto Momona come sua partner, e le chiede di diventare una candidata "Ladyjewel". Affrontare tutte le sfide per lei sarà difficile e Ruby farà di tutto per lei al fine di farla diventare la prossima regina. Ma sulla loro strada incontreranno Lillian e la sua partner Jewelpet, Luea: entrambe vogliono lo stesso titolo e anche la mano del principe Kaien.
Lady Jewelpet fu rivelato in una serie di tweet dall'account ufficiale del 5º anniversario della serie il 12 febbraio 2014. Il titolo dell'anime è stato poi rivelato il 13 febbraio 2014 a fianco del sito ufficiale, che contiene informazioni sui contenuti. A marzo 2014 il numero di Pucchigumi ha rivelato ulteriori informazioni su Lady Jewelpet, soprattutto sul personaggio di Momona e il 41° Jewelpet della saga, chiamato Luea. Questo è il primo anime del franchise Jewelpet a essere gestito principalmente dallo studio di animazione Zexcs, invece di essere prodotto dallo Studio Comet che ha diretto la serie per cinque anni. Lady Jewelpet affronta temi più maturi e adulti rispetto alle serie precedenti, come tradimento, cospirazione, fiducia, segreti e bugie, che giocano un ruolo importante sui personaggi e la trama generale.

### Jewelpet: Magical Change
Sette anni fa uno strano castello conosciuto come "Jewel Castle" cadde dal cielo e impattò in una città senza preavviso. Molti cittadini si chiesero da dove fosse venuto e iniziarono le indagini, ma con il passare del tempo nessuna persona gli prestò più attenzione. In realtà non si conosceva la vera natura del castello: mentre la magia di Jewel Land svanisce, il castello appare nel mondo umano a causa della poca fede dell'umanità nella magia. Per rafforzare il suo potere i Jewelpet vengono inviati su tutta la Terra al fine di studiare il modo di vivere degli umani nella speranza che il loro aiuto possa fare riaccendere la loro "fede nella magia".

### Film
- Un film intitolato Jewelpet: Sweet Dance Princess è uscito nei cinema giapponesi, ma non è considerato parte canonica della serie e quindi non ha alcun coinvolgimento con i personaggi dell'anime principale. Si concentra interamente sui Jewelpet e gli Sweetspet: Ruby e i suoi amici sono tutti diretti verso Sweetsland, la terra dei Sweetspet per festeggiare il compleanno della Principessa Mana con una festa. Tuttavia, durante i preparativi, uno strano oggetto cade dal cielo, contenente uno Sweetspet maschio di nome Gumimin. Nessuno però sospetta che egli sia il preludio di un caos imminente a Sweetsland.

### OAV
- Un cortometraggio dal titolo Jewelpet Tinkle: Un arcobaleno di sorrisi, che funge da epilogo della seconda serie, è uscito il 22 luglio 2013 insieme al BluRay Boxset, dove Akari Sakura inizia il suo primo anno come studente di scuola media. Lì, incontra sia Alma che Yuuma mentre discutono riguardo all'incontro con Miria e Sara in aeroporto. Akari aveva discusso con entrambe, la notte prima, sui progressi fatti e sull'appuntamento di con Yuuma.

### Manga, Light Novel e Storybook ufficiale
Storybook ufficiali e libri sono stati annunciati dalla Shogakukan durante il rilascio della serie ogni anno. Esistono tre manga spin-off, e ciascuno è stato pubblicato durante la messa in onda della serie anime. Il primo è stato serializzato nella rivista Shōjo Pucchigumi con le illustrazioni di Mako Morie nel 2009. La prima serie si è conclusa nello stesso anno. Il 28 dicembre 2009, un secondo manga è stato serializzato poi nella rivista Ciao con le illustrazioni e la storia di Sayuri Tatsuyama sotto licenza Sanrio e Sega Toys. Il manga era in corso da febbraio 2010 a settembre 2010. Il terzo è l'adattamento manga di Lady Jewelpet, disegnato da Mako Morie e uscito ad aprile del 2014.
Un romanzo ufficiale dal titolo Jewelpet: The Fuss in the Festival!? è stato pubblicato da Kadokawa il 15 maggio 2012, scritto da Hiroko Kanasugi e illustrato da POP. Esso introduce un personaggio esclusivo nella storia, una Jewelpet di nome Lollip (ロリップ Rorippu), la storia ruota attorno alle sue esperienze e il legame con Ruby e le sue amiche durante la preparazione del Jewel Festival a Jewel Land.
Una guida ufficiale per commemorare la terza serie è stata pubblicata da Yousensha, intitolato Jewelpet Sunshine fanbook. Il libro contiene profili dei personaggi, con un contorno di storia, un'introduzione al mondo dei Jewelpet, una lista dei brani utilizzati nella serie e le interviste di entrambi i membri del cast e dello staff della serie. Il libro è stato pubblicato il 2 giugno, 2012.

## Formule magiche

### Jewelpet
- Puri Puri Prisma, Prisma Jewel, Flash Jewel di (gioiello): lancia una magia sfruttando il proprio potere Jewel.
- Piro Piro Pirium, Prisma Jewel, Flash Jewel di (gioiello): lancia una magia con effetto inverso rispetto al proprio potere Jewel.
- Puri Puri Prisma, Prisma Jewel: lancia una magia che sposta gli oggetti. Con l'uso quotidiano si rafforza il potere Jewel.
- Miracle Million! Puri Puri Prisma, Prisma Jewel, Flash Jewel di (gioiello): sfrutta il potere del mini Jewel Stick per potenziare la magia.
- Puri Puri, Pururin! Puri Poni, (Jewelpet) Jewel Return: Ruby, Garnet e Sapphie la usano assieme ai loro mini Jewel Stick per richiamare nel mondo umano un Jewelpet da Jewel Land.
- Potere degli occhi di Diamante Nero: Diana la usa per lanciare i suoi malefici.
- Potere negativo degli occhi: Diana può lanciare scariche di energia, materializzare armi, aspirare oggetti o afferrarli a distanza per poi scaraventarli contro gli avversari.
- Potere Jewel negativo (ordine): Diana la usa quando entra in possesso del Jewel Stick, tuttavia non succede niente.
- Piro Piro, Piroron! Pirirism! Come on, luce Jewel, Miaaaao: Dian la usa per trasformare i Jewel Charms in Jewelpet.
- Potere degli occhi di Ossidiana Nera: Dian la usa per manipolare un Jewelpet.
- (ordine): quando Diana entra in possesso del Jewel Stick lancia incantesimi senza usare formule magiche.

### Reiko
- Puri Puri, Pururin! Puri Prisma, apriti Jewel Charm: Reiko e Ruby la usano assieme al diario rosa per trasformare i Jewel Charm in Jewelpet.
- Puri Puri, Pururin! Puri Prisma, apriti Jewel Charm, Evolution: Reiko e Ruby la usano assieme al Jewel Stick per trasformare i Jewel Charm in Jewelpet.
- (ordine) Kira Pika Rin: Reiko usa il Jewel Stick per lanciare incantesimi.

### Jewelpet Tinkle
- Tinkle Tinkle: questa magia viene usata solo dalle ragazze.
- Grila Grila: questa magia viene usata solo dai ragazzi.
- Lealuna: un incantesimo utilizzato per travestirsi o trasformarsi. Questo incantesimo è usato da Miria nell'episodio 2.
- Leonora: uno degli incantesimi di base usati dai Jewelpet di classe Blu, è un incantesimo magico usato per manipolare oggetti o portare un oggetto non vivente in vita. Leon ha usato questo incantesimo nell'episodio 2.
- Rangula: un incantesimo usato per riportare gli oggetti in movimento al loro posto. Si tratta anche di una magia che può ripristinare un oggetto rotto come la Statua di Moldavite. Come Leonora, questo è considerato come un incantesimo usato dai Jewelpet di classe Blu, ma può anche essere usato da un normale Jewelpet.
- Popole: uno degli incantesimi di base usati da Jewelpet di classe Rossa; l'incantesimo crea sfere di fuoco che possono illuminare una zona buia e possono rimbalzare attraverso i muri. A causa del suo attributo fuoco, abusandone può causare giganteschi incendi.
- Landeav: una magia che rende la persona più grande in termini di dimensioni. Sara ha usato questo incantesimo nell'episodio 5.
- Lenore: una magia che apre dei passaggi segreti. Sara prima ha usato questo incantesimo nell'episodio 5, poi nell'episodio 14, è stata utilizzata anche per aprire il "Trip Gate Time".
- Loccodaula: una magia che può ridurre le persone in piccole dimensioni. Sara ha usato questo incantesimo nell'episodio 5.
- Noiwaku Leib: una magia che può colmare la paura di una persona. Ognuno ha utilizzato questo incantessimo nell'episodio 6.
- Reniarm: uno degli incantesimi di base usato dai Jewelpet di classe verde, è un incantesimo che può fare fiorire i fiori e le piante. Akari ha usato questo incantesimo nell'episodio 7 per vedere i fiori che fioriscono una volta ogni 1000 anni in Jewel Land.
- Ding Dong Bell: una magia che ripristina le campane della Accademia Magica al suo stato originale. Akari ha usato questo incantesimo nell'episodio 8 dopo avere letto la nota di Judy che ha lasciato 12 anni fa.
- Elebore: una magia che può lanciare fulmini e tuoni. Sara l'ha usato per la prima volta nell'episodio 9.
- Lirulito: una magia che può trasformare qualcuno nella persona relativa al proprio interesse, per esempio il padre di Akari. Lei ha utilizzato pienamente questa magia nell'episodio 11 per entrare inosservata nell'ufficio di suo padre.
- Loppepira: una magia che può fare entrare la persona all'interno del mondo degli Anime/Manga. I-am-Pen ha usato questo incantesimo nell'episodio 12 per portare Akari, Ruby e Labra all'interno del Manga che hanno creato.
- Leonora Uiga: una versione migliorata dell'incantesimo Leonora. È possibile creare qualsiasi cosa che il mago desidera. Marianne ha creato una freccia per fare innamorare Leon di lei nell'episodio 16.
- Lularoito: una magia che può rendere a qualcuno la propria ricompensa. Nicola ha usato questo incantesimo nell'episodio 18.
- Lumulashka: un incantesimo che permette di duplicare un oggetto o una persona. Questo incantesimo è utilizzato da Sara nell'episodio 5 e successivamente da Titana nell'episodio 19.
- Libeandalu: un incantesimo che può manipolare il tempo impedendogli di peggiorare. Questo incantesimo viene usato dai Jewelpet di classe Nera. Tametorin e Toristein hanno usato questo incantesimo nell'episodio 20 e successivamente da Akari nello stesso episodio.
- Motolela: un incantesimo che fa tornare le anime delle persone ai loro rispettivi corpi. È stato accidentalmente utilizzato nell'episodio 21 da Moldavite e questa magia ha bisogno di accedere ai prodotti chimici speciali durante il lancio.
- Lankizaruku: un incantesimo che tranquillizza la persona infuriata dalla rabbia. Ognuno ha usato questo incantesimo nell'episodio 22.

### Jewelpet Sunshine
- Sunshine Miracle Charm Jewel Flash: l'unico incantesimo, può essere usato solo dai Jewelpet con l'aiuto dei Jewel Pod, tuttavia la loro capacità è molto limitata, e dopo l'uso, i Jewelpet si mutano in Jewel Charm e dopo qualche minuto ritornano normali.

### Jewelpet Kira Deco
- <<Jewelpet>> Kira Deco, Jewel Flash: questo incantesimo è usato solo dai Jewelpet con l'aiuto del Jewel Pod.
- Coal Darkness Cloud! Jewel Yamish!: una magia nera usata solo da Coal.

### Jewelpet Happiness
- Happy Happiness, <<Jewelpet>> Jewel Flash: magia usata dai jewelpet con i loro Jewel Pod, può fare apparire qualsiasi cosa.

### Lady Jewelpet
- <<Jewelpet>> e <<Lady>> Lady Go!: questo incantesimo richiede collaborazione tra il jewelpet e il proprio partner, serve a teletrasportarsi in una grande sala dove si riuniscono i candidati per il prossimo test per diventare Lady.

## Edizione italiana
- Studio di doppiaggio: Logos S.r.l.
- Dialoghi italiani: Mara Chemini, Ester Ruggero, Fiamma Molinari, Nadia Zurlo, Gianluca Crisafi, Anna Grisoni, Dominique Evoli e Oliviero Corbetta
- Traduzione: C.I.T.I.
- Direzione del doppiaggio: Patrizio Prata
- Sincronizzazione: Giancarlo Martino
- Mix: Moreno Grossi Pometti
- Post produzione video: Paolo Quadrelli, Anna Galbiati

### Doppiaggio
- Ruby: Marcella Silvestri
- Rinko: Deborah Morese
- Garnet: Sabrina Bonfitto
- Minami: Beatrice Caggiula
- Sapphie: Giovanna Papandrea
- Aoi: Loretta Di Pisa
- Nephrite: Gea Riva
- Akira: Stefano Pozzi
- Diana: Elisabetta Spinelli
- Dian: Renato Novara
- Lapis: Alessandra Karpoff
- King: Patrizio Prata
- Hattori: Adolfo Fenoglio
- Tatewaki: Simone D'Andrea

## Videogiochi
Nel corso degli anni sono stati fatti sette videogiochi legati sia al merchandise che all'anime, tre erano per Nintendo DS, tre per il Nintendo 3DS e una per le sale giochi in Giappone.

## Colonna sonora e sigle
Le colonne sonore delle serie da 1 a 3 sono composte dal compositore delle musiche di Final Fantasy, Shirō Hamaguchi. La musica della quarta serie è composta da Cher Watanabe, che ha composto la colonna sonora dell'anime Maken-ki! e la musica della quinta serie è composta da Wataru Maeguchi, che ha composto la colonna sonora per Hayate Combat Butler: Can not Take My Eyes off You. La musica è diretta da Takuya Hiramitsu nella prima serie e Yoshikazu Iwanami nelle serie da 2 a 5. Le colonne sonore di Lady Jewelpet sono composte da Jun Ichikawa (compositore di Rental Magica). La serie utilizza due temi: uno di apertura e uno di chiusura. La canzone di apertura si intitola "Your Love" dal gruppo "M-Three", mentre la sigla di chiusura si intitola "Run with U" delle "Fairies" la stessa sigla finale della quinta serie. Il tema di apertura è stato ufficialmente pubblicato il 30 luglio 2014.

### Jewelpet
Sigla di apertura
- Maji? Maji! Magical☆Jewel (マジ？マジ！マジカル☆ジュエル? lett. "Davvero? Davvero! Magico☆Gioiello")

Testo di Yuriko Mori, musica di Kōsuke Makino, arrangiamento di Riki Arai, cantata da Yui Asaka
Sigla di chiusura
- Egao no loop (笑顔のループ? lett. "Il laccio del sorriso")

Testo di Yuriko Mori, musica e arrangiamento di Cher Watanabe, cantata da Mitsuko Horie
Sigla di apertura e di chiusura italiana
- Jewelpet

Testo, musica e arrangiamento di Massimiliano Longhi, Giorgio Vanni e Fabio Gargiulo, cantata da Cristina D'Avena

### Jewelpet Twinkle☆
Sigla di apertura
- Happy☆Twinkle (Happy☆てぃんくる? lett. "Luccichio☆felice")

Testo di Yuriko Mori, musica di Takafumi Iwasaki, arrangiamento di Kōichirō Kameyama, cantata da Kayano Masuyama con Ruby (Ayaka Saitō) e Labra (Miyuki Sawashiro)
Sigla di chiusura
- Sora ni rakugaki (空ニラクガキ? lett. "Graffiti nel cielo")

Testo di Yuriko Mori, musica di Tak Matsumoto, arrangiamento di Riki Arai, cantata da Akari (Natsumi Takamori), Miria (Ayana Taketatsu) e Sara (Azusa Kataoka)

### Jewelpet Sunshine
Sigla di apertura
- GO! GO! Sunshine (GO! GO! サンシャイン? lett. "Vai! Vai! Splendore del sole")

Testo e musica di Takafumi Iwasaki, arrangiamento di Kōichirō Kameyama, cantata da Mayumi Gojō
Sigla di chiusura
- Imadoki otome (イマドキ乙女? lett."Ragazza di oggi")

Testo di Yuriko Mori, musica di Noriyuki Asakura, arrangiamento di Riki Arai, cantata da Kayano Masuyama e Misuzu Mochizuki

### Jewelpet Kira☆Deco!
Sigla di apertura
- Happy Lucky☆Go! (ハッピーラッキー☆ゴー！? lett. "Felice fortunato☆Vai!")

Testo di Natsumi Watanabe e Shingo Asari, musica di Shingo Asari, arrangiamento di h-wonder, cantata da Mana Ashida
Sigla di chiusura
- Zutto zutto tomodachi (ずっとずっとトモダチ? lett. "Per sempre, per sempre amici")

Testo di Natsumi Watanabe e Shingo Asari, musica di Shingo Asari, arrangiamento di h-wonder, cantata da Mana Ashida

### Jewelpet Happiness
Sigla di apertura
- Hikari no hate ni (光の果てに? lett. "Alla fine della luce")

Testo di Satomi, musica di Tetsurō Oda, arrangiamento di K.A.Z. (dei VAMPS), cantata da Fairies
- RUN with U (lett. "Correre con te")

Testo di Satomi, musica di Tetsurō Oda, arrangiamento di K.A.Z. (dei VAMPS), cantata da Fairies
Sigla di chiusura
- Hikari no hate ni (光の果てに? lett. "Alla fine della luce")

Testo di Satomi, musica di Tetsurō Oda, arrangiamento di K.A.Z. (dei VAMPS), cantata da Fairies

### Lady Jewelpet
Sigla di apertura
- Your Love (lett. "Il tuo amore")

Testo di Satomi, musica di Tetsurō Oda, arrangiamento di K.A.Z. (dei VAMPS), cantata da M-Three
Sigla di chiusura
- RUN with U (lett. "Correre con te")

Testo di Satomi, musica di Tetsurō Oda, arrangiamento di K.A.Z. (dei VAMPS), cantata da Fairies

### Jewelpet: Magical Change
Sigla di apertura
- Magical Change (lett. "Cambiamento magico")

di Magical☆Dreamin
Sigla di chiusura
- Tell me! Tell me! (lett. "Dimmelo! Dimmelo!")

di Dorothy Little Happy
- Baby, Love me! (lett. "Baby, amami!")

di GEM
- Magical☆Kiss (lett. "Magico☆Bacio")

di X21

## Eventi e accoglienza
Diversi musical si sono svolti al Sanrio Puroland e Sanrio Harmonyland, con i sette Jewelpet principali, Ruby, Sapphie, Garnet, Labra, Angela, Charlotte, Jasper e Rosa. Alcuni dei musical presentano anche altri personaggi Sanrio. Un musical basato sulla quarta serie, Kira Deco, ha debuttato in Giappone nel giugno 2012.
A livello internazionale la serie ha riscosso maggiore successo rispetto ad altri franchise per bambine, come per esempio Pretty Cure. Jewelpet è stato classificato al 3º posto nel Bandai Child Questionnaire nel giugno 2010, grazie alla popolarità avuta con bambini (compresi tra 6-8 anni) e adulti. I personaggi del franchising sono tra i 15 personaggi della Sanrio più votati nella classifica del 2011, inizialmente classificati al 14º posto. Sono diventati 6° sia nella 27ª che nella 28ª classifica dei personaggi.
La prima stagione è stata classificata settima nel video research giapponese dal 27 dicembre 2009 al 3 gennaio 2010 dopo la messa in onda degli episodi 39 e 40. La seconda stagione ha ricevuto ottime recensioni da fan e critici, rendendosi il primo anime finanziato dalla Sanrio a fare appello a tutti i target demografici, la protagonista Akari Sakura è stata classificata sesta nel sito di Megahobby 10th Anniversary.
Nel comunicato stampa di Sega Toys il 1º ottobre 2012 vengono vendute un totale di 160.000 Jewel Pod in meno di due mesi dalla sua uscita, e in vetta alle classifiche come gadget per ragazze più venduti in Giappone. L'obiettivo della società era di vendere circa 400.000 unità entro la fine dell'anno, e ha ottenuto un totale di 700.000 unità vendute.